# Poiares (Freixo de Espada à Cinta)
Poiares é uma povoação portuguesa sede da Freguesia de Poiares do Município de Freixo de Espada à Cinta, freguesia com 40,74 km² de área e 327 habitantes (censo de 2021), tendo, por isso, uma densidade populacional de 8 hab./km².
Distando 6 km da sede do município, a aldeia de Poiares faz frente ao escalvado cerro espanhol de Fregeneda. Junto ao rio Douro existem as ruínas de um castelo onde, segundo a tradição, se ergueu a antiga vila de Alva, que constituiu um concelho suprimido em 1236 e cujo território integra hoje esta freguesia.
Poiares possui um notável documento pré-histórico, uma pintura rupestre de uma lontra (para alguns um gato), chapada na testa de uma fraga que se levanta na famosa Calçada de Alpajares. Esta íngreme calçada romana passava (foi levada ou destruída pela força das águas da Ribeira do Mosteiro) numa ponte de construção tão arrojada, que o povo diz ser obra do Diabo. É traçada em ziguezague e feita de duros quartzitos em elegantes lacetes.
Em Poiares respira-se grandiosidade que atinge a maior expressão no rochedo ciclópico do Penedo Durão e no fantástico espetáculo natural das escarpas silúricas da Ribeira do Mosteiro.

## Demografia
A população registada nos censos foi:
| Distribuição da População por Grupos Etários | Distribuição da População por Grupos Etários | Distribuição da População por Grupos Etários | Distribuição da População por Grupos Etários | Distribuição da População por Grupos Etários |
| -------------------------------------------- | -------------------------------------------- | -------------------------------------------- | -------------------------------------------- | -------------------------------------------- |
| Ano                                          | 0-14 Anos                                    | 15-24 Anos                                   | 25-64 Anos                                   | > 65 Anos                                    |
| 2001                                         | 57                                           | 52                                           | 211                                          | 187                                          |
| 2011                                         | 35                                           | 40                                           | 160                                          | 176                                          |
| 2021                                         | 28                                           | 21                                           | 146                                          | 132                                          |

## Património
- Igreja Matriz de Poiares;
- Capela de Santa Cruz;
- Capela de Santa Bárbara;
- Capela da Misericórdia;
- Capela de São Sebastião;
- Calçada de Alpajares ou Calçada dos Mouros;
- Pinturas rupestres da Fraga do Gato;
- Castelo de Alva.